# الآن وحينها آمين (رواية)
رواية الآن وحينها آمين (بالإنجليزية: Now and Then, Amen)‏ هي رواية للكاتب الأسترالي جون كليري. نشرت عام 1988، وهو الكتاب الخامس الذي يضم المحقق في جرائم القتل في سيدني سكوبي مالون.